# وادی حمامات
وادی حمامات (به عربی: وادی الحمامات، آوانگاری: Wādī al-Ḥammāmāt)، 

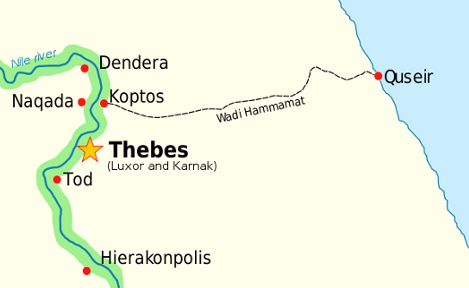
قیفت، کوپتوس باستانی، ابتدای مسیری بود که به قصیر در ساحل دریای سرخ منتهی می‌شد.

(به قبطی: ⲣⲱϩⲉⲛⲧⲟⲩ -راه هند یا دروازه هند)، بستر رودخانه‌ای خشک در صحرای شرقی مصر، تقریباً در نیمه راه بین قصیر و قنا است.
این منطقه در دوران باستان یک منطقه معدنی و مسیر تجاری اصلی در شرق دره نیل بوده‌است و سه هزار سال حکاکی و گرافیتی آن را به یک مکان علمی و توریستی بزرگ تبدیل کرده‌است.

## مسیر تجارت
حمامات به مسیر اصلی تبس به دریای سرخ و سپس به جاده ابریشم که به آسیا یا عربستان و شاخ آفریقا منتهی می‌شد، تبدیل شد. این ۲۰۰ مسیر کیلومتر مستقیم‌ترین مسیر از نیل به دریای سرخ بود، زیرا نیل در انتهای غربی وادی به سمت ساحل خم می‌شود.
مسیر حمامات از قفط (یا Coptos)، واقع در شمال اقصر، به قصیر در ساحل دریای سرخ ادامه داشت. قفط مرکز مهم اداری، مذهبی و بازرگانی بود. شهرها در هر دو انتهای مسیر توسط دودمان نخست مصر تأسیس شدند، اگرچه شواهدی از اشغال پیش دودمانی نیز در طول مسیر یافت شده‌است.

## معادن
در مصر باستان، حمامات یک منطقه معدنی اصلی برای دره نیل بود. سفرهای استخراج معدن به صحرای شرقی از هزاره‌های دوم قبل از میلاد ثبت شده‌است، جایی که وادی سنگ‌های پرکامبرین سپر عربی-نوبی را آشکار کرده‌است. اینها شامل بازالت‌ها، شیست‌ها، سنگ بخن (یک ماسه سنگ سبز متاگریواکی که برای کاسه‌ها، پالت‌ها، مجسمه‌ها و تابوت‌ها استفاده می‌شود) و کوارتز حاوی طلا است. پالت نارمر، ۳۱۰۰ پیش از میلاد، یکی از تعدادی از آثار باستانی اولیه و پیش از سلسله است که از سنگ متمایز وادی حمامات تراشیده شده‌است.
فرعون ستی یکم به عنوان اولین چاه حفر شده برای تأمین آب در وادی ثبت شده‌است، و سنوسرت یکم اکتشافات معدنی را به آنجا فرستاد.
این مکان در اولین نقشه زمین‌شناسی باستانی شناخته شده، نقشه پاپیروس تورین توصیف شده‌است.

## کنده کاری‌ها
امروزه حمامات بیشتر به خاطر دیوارنگاری مصر باستانی‌اش معروف است و همچنین در زمان‌های قدیم معدنی بود که در جاده ابریشم به آسیا قرار داشت و مقصدی رایج برای گردشگران مدرن است. این وادی حاوی حکاکی‌ها و کتیبه‌های زیادی است که مربوط به قبل از اولین سلسله‌های مصر تا دوران مدرن است، از جمله تنها سنگ نگاره منقوش شناخته شده از صحرای شرقی و نقاشی‌های قایق‌های نی مصری مربوط به هزاره چهارم (پیش از میلاد).